# Галуст Гюльбенкян
Галуст Саркіс Гюльбенкян (вірм. Գալուստ Սարգիս Կիւլպէնկեան; *23 березня 1869, Стамбул, Османська імперія — 20 липня 1955, Лісабон, Португалія) — британський (вірменин за національністю) підприємець, нафтовий магнат-мільйонер середини XX століття, відомий своєю філантропією та меценатством.

## З життєпису
Для удосконалення французької мови Гюльбекяна відправили до Марселя, після чого він вивчав інженерну справу в Королівському коледжі у Лондоні. 1887 року Гюльбенкян закінчив Оксфордський університет і здобув фах інженера-нафтовика.
Молодий інженер-нафтовик, випускник Лондонського королівського коледжу і дослідник бакинських нафтових промислів Галуст Гюльбенкян (опублікував «Історію розвитку нафтовидобування на Кавказі», 1891 р.) був запрошений урядом Туреччини для дослідження нафтових родовищ Межиріччя.
У 1898 році Галуст Гюльбенкян був призначений радником з економіки османських посольств у Парижі та Лондоні. Ця посада, у поєднанні з британським підданством, забезпечила Гюльбенкяну впливове становище як у Європі, так і на Близькому та Середньому Сході, передовсім на батьківщині — в Османській імперії.
На початку XX століття Гюльбенкян активно долучився до організації світового видобутку нафти, надаючи послуги найбільшим компаніям світу в питаннях оптимізації видобутку «чорного золота» та витрат на нього. У 1907 році результатом такої його плідної діяльності стало злиття голландської та британської нафтових компаній у єдиного гіганта Royal Dutch Shell, за що Гюльбенкян отримав 5 % акцій новоствореної компанії. У подальшому Гюльбенкян брав участь у створенні низки інших нафтових компаній (Turkish Petroleum Company, Iraq Petroleum Company тощо), зазвичай одержуючи як винагородження 5 % нових компаній, через що навіть отримав своєрідне прізвисько «містер 5 відсотків».
У квітні 1942 року Гюльбенкян виїхав з Франції до Португалії, де прожив 13 років до самої смерті.

## Колекціонер і філантроп, продовження справи
Галуст Гюльбенкян відомий не лише як один з найбагатших людей свого часу, а й як пристрасний збирач творів світового мистецтва, та головне — щедрий грошодавець громадам вірменської діаспори в багатьох країнах, філантроп і меценат, який долучився до відновлення та підтримки низки пам'яток світового рівня.
Так, наприкінці 1920-х років, коли радянський уряд, відчуваючи значний брак у твердій валюті для здійснення індустріалізації, ухвалив рішення поповнити бюджет за рахунок розпродажу творів мистецтва з музейних колекцій, са́ме Гюльбенкян став першим покупцем шедеврів Ермітажу. Він же вважався володарем однієї з найбільших у світі приватної нумізматичної колекції.

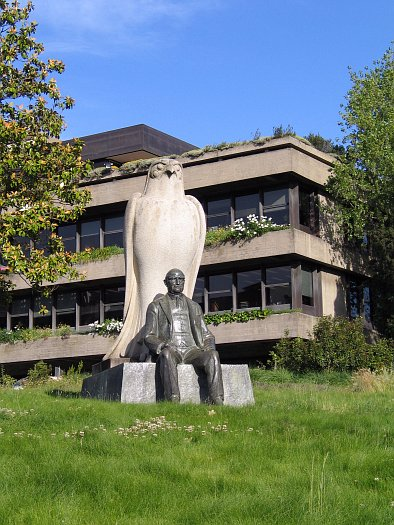
Пам'ятник Гюльбенкяну поряд із музеєм у Лісабоні, створеним за його заповітом

На пожертви Гюльбенкяна будувались і відкривались вірменські школи та лікарні в населених вірменами районах Туреччини, Лівану, Сирії, Іраку, Йорданії, були зведенні численні вірменські церкви на Середньому Сході, зокрема в Іраку та Лівані. У 1929 році його коштом була побудована Бібліотека Єрусалимської патріархії ВАЦ, він же призначив постійну ренту патріархії, що, згідно з його заповітом, виплачувалася і по його смерті. У 1922 році Гюльбенкян профінансував зведення в Лондоні вірменської церкви Святого Саркіса.
У 1929 році коштом Гюльбенкяна провадились реставраційні роботи у світовому осередку християнства Храмі Гробу Господнього в Єрусалимі; тоді ж меценат подарував церкві зі свого приватного зібрання твори давнього вірменського сакрального мистецтва. У 1932 році він пожертвував 4 000 фунтів стерлінгів на будівництво вірменської церкви та школи в Триполі. Уже на схилі життя, коли були відновлені стосунки з СРСР, Галуст Гюльбенкян зробив щедру пожертву для збереження й відновлення Ечміадзинського кафедрального собору у вірменському Вагаршапаті, що нині входить до Списку від Вірменії пам'яток Світової спадщини ЮНЕСКО.
Галуст Гюльбенкян створив благодійний фонд, який діяв у цілому світі. Ця фундація успадкувала не лише певну частку в нафтовому бізнесі її творця, а й зібрану ним розкішну колекцію творів мистецтва, для експонування якої в 1969 році в Лісабоні був відкритий окремий музей, що носить ім'я мецената — музей Галуста Гюльбенкяна.
У португальському місті Оїраш розташована Академія наук Гюльбенкян, у якій провадяться широкі дослідження в галузі мікробіології, біотехнології та генетики. У Парижі, в колишньому особняку Гюльбенкяна на проспекті Левана, міститься Гюльбенкянівський культурний центр, де від 1969 року відбуваються різноманітні публічні читання та курси, здійснюється дослідницька робота, організовуються наукові конференції, проводяться концерти, фестивалі та виставки.
Головною метою фонду «Галуст Гюльбенкян» і в наш час є підтримка наукових, культурних, освітніх, художніх та гуманітарних проєктів. Допомогу фонду використовують у понад 70 країн світу.